# 町田市立鶴川第三小学校
町田市立鶴川第三小学校（まちだしりつ つるかわだいさんしょうがっこう）は、東京都町田市鶴川六丁目にある公立小学校である。学内には通級の情緒障がい学級（特別支援学級）が存在する。
同校の校歌は、谷川俊太郎が作詞し、山本直純が作曲した。
町田市内における生徒数の減少と校舎の老朽化に伴い、2026年に鶴川第四小学校との統合が予定され、2029年に現在の鶴川第四小学校に建設される新校舎に移転する予定である。隣接する鶴川第二中学校は真光寺中学校と2034年度に統合が予定されており、当校の敷地は統合新設中学校の新校舎用地となる予定である。

## 歴史
- 1968年（昭和43年）1月8日 - 開校[4]
- 2014年（平成26年） - 校庭芝生化工事を実施[5]

## 著名な出身者
- 山内あゆ - TBSアナウンサー[6]

## 通学区域

### 再編後旧鶴川四小に移転する学区
- 鶴川
  - 2丁目：全域
  - 5丁目：2番地、9～16番地
  - 6丁目：全域
  - 鶴川団地：2-11-1～11号棟、2-15-1～11号棟、5-1-1～12号棟、5-2-1～7号棟、6-7-1～4号棟、6-8-1～18号棟、6-9-1～12号棟
- 広袴
  - 2丁目：12番地2～14、13番地、14番地23～26、29、91、15番地7～16、16～17番地
  - 3丁目：1番地25～63、75～79、83、2～45番地
  - 4丁目：全域

### 再編後旧鶴川二小に移転する学区
- 鶴川
  - 1丁目：全域
- 広袴町：1～49、484～491、494、512～766
- 能ヶ谷
  - 1丁目：3～19番
  - 2丁目：全域
  - 7丁目：1～5番

## 近隣の学校
主な近隣の小学校
町田市立鶴川第二小学校
町田市立鶴川第四小学校
町田市立大蔵小学校
主な進学中学校
町田市立鶴川第二中学校